# Pluvialis apricaria

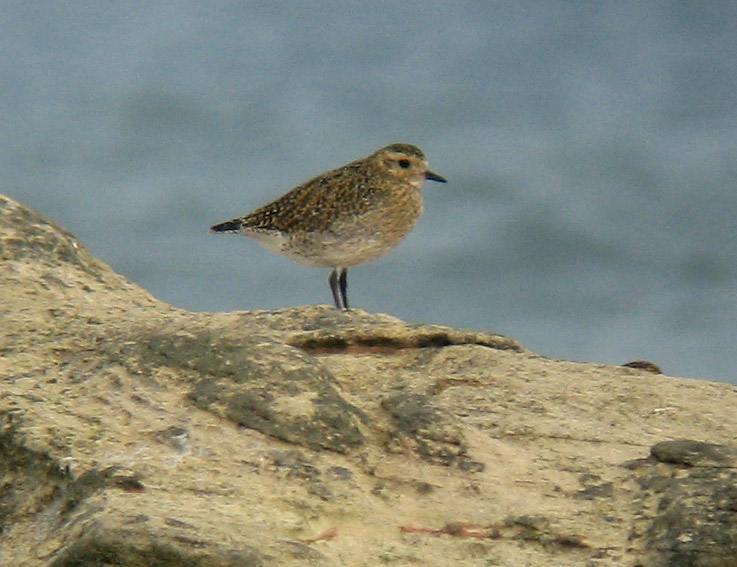
Plumaje de invierno.

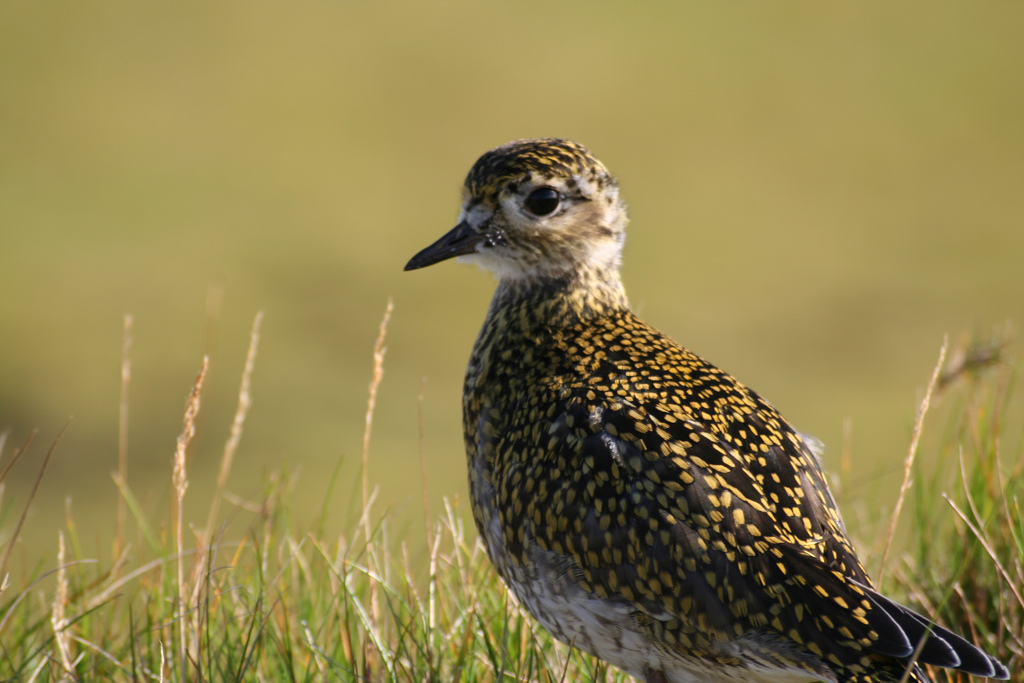
Pluvialis apricaria en Islandia.

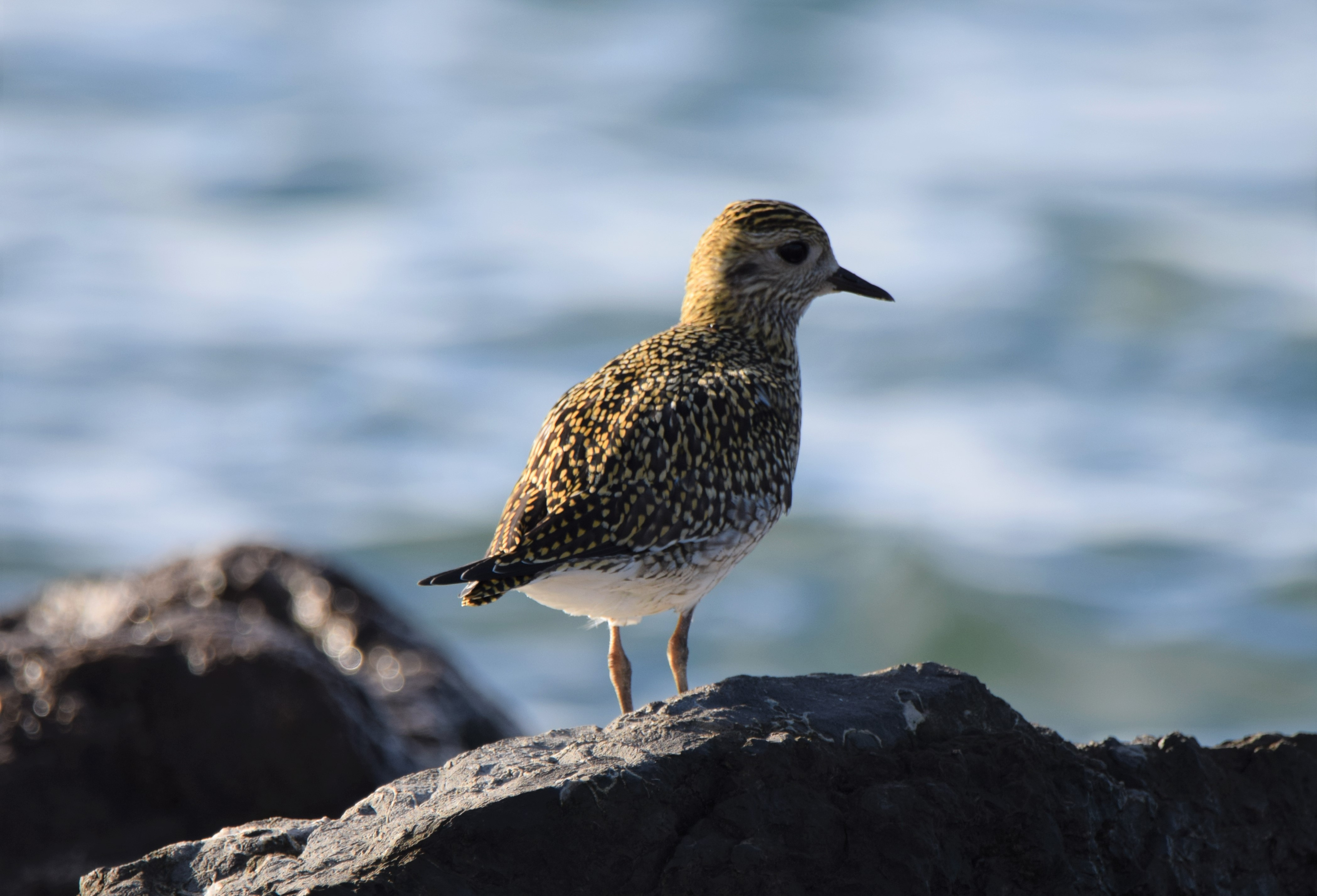
Chorlito dorado común septiembre en Laredo (Cantabria)

El chorlito dorado común o chorlito dorado europeo (Pluvialis apricaria) es un chorlito de gran tamaño. La especie es similar a los otros dos chorlitos dorados: el chorlito dorado americano y el chorlito dorado del Pacífico, que son más pequeños, esbeltos y con patas relativamente más largas que el chorlito dorado común. Las especies americanas tienen axilas grises y no blancas (el plumaje sólo es visible durante el vuelo).

## Descripción
Los chorlitos dorados miden una media de longitud de 26 a 29 cm y pesan entre 150 e 220 g. La envergadura de sus alas es de 67 o 76 cm. Durante la época de cría los adultos tienen plumas doradas y negras en la cabeza, la espalda y las alas. El rostro y el cuello son negros y bordeados de blanco, con el pecho negro y la zona caudal oscura. Las patas son negras. En invierno pierden el plumaje negro y los chorlitos muestran un rostro amarillento y el pecho y el vientre blancos.

## Reproducción y hábitat

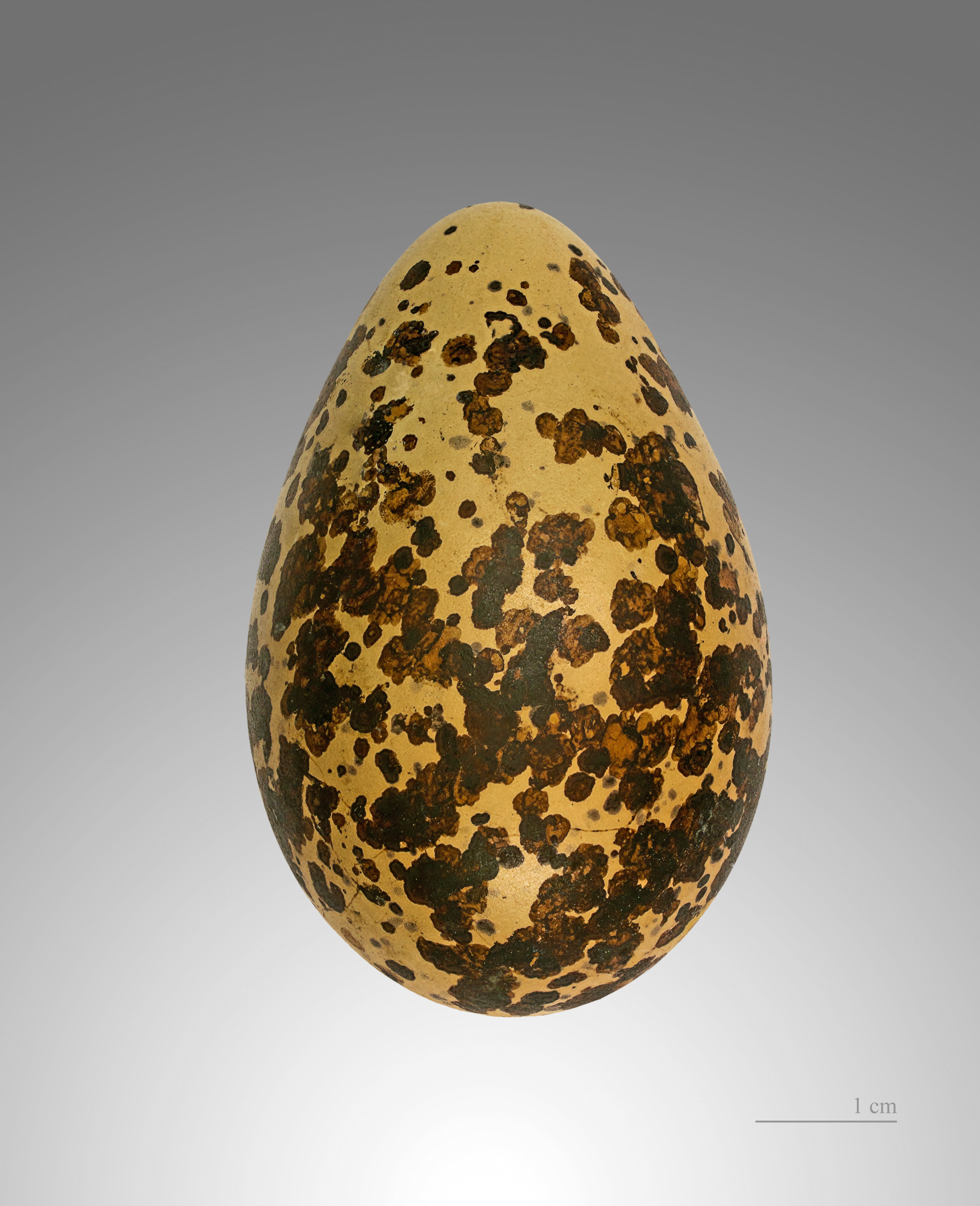
Huevo de Pluvialis apricaria

Su hábitat de reproducción son los páramos y tundras del norte de Europa y el oeste de Asia. Anidan en el suelo en terrenos secos. Son una especie migratoria, pasando el invierno en el sur de Europa y el norte de África. Alrededor de unos 500.000 ejemplares hibernan en Irlanda y Gran Bretaña. Aunque es una especie común, su población se ha reducido en los últimos tiempos debido a la destrucción de su hábitat. Por ejemplo, durante el siglo XIX desapareció de Polonia, donde anidaba, y actualmente sólo aparece durante el invierno; la población de Europa Central aparentemente quedó aislada después de la última Era Glacial. (Tomek & Bocheński, 2005).

## Alimentación
Estas aves se alimentan en las tundras, campos, playas y marismas, normalmente atrapando su alimento mediante la vista. Se alimentan principalmente de pequeños insectos, crustáceos y otros invertebrados, aunque también comen bayas.

## Protección
- Moorland and protection of species in west Lower Saxony

El chorlito dorado común es una de las especies a las que se aplica el Acuerdo de Conservación de Aves Acuáticas Migratorias de África y Europa.

## Subespecies

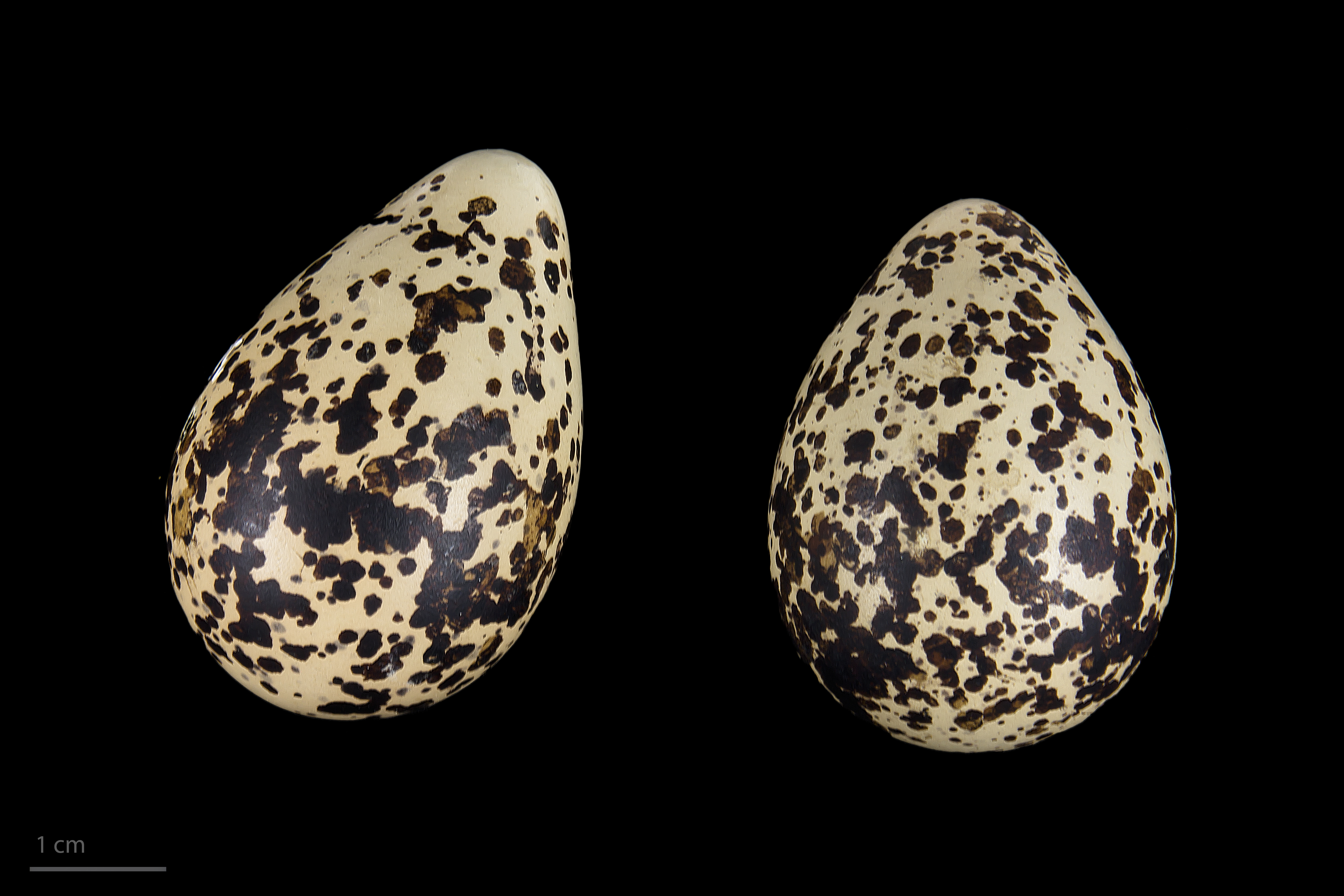
Pluvialis apricaria altifrons - MHNT

- Pluvialis apricaria altifrons
- Pluvialis apricaria apricaria